# Помеха справа
«Помеха справа», «Правило правой руки» — условно-упрощённые выражения из п. 8.9 Правил дорожного движения РФ (ПДД), гласящего: «В случаях, когда траектории движения транспортных средств пересекаются, а очерёдность проезда не оговорена Правилами, дорогу должен уступить водитель, к которому транспортное средство приближается справа». Работающий светофор или регулировщик отменяют правило «помехи справа» (также регулировщик отменяет сигналы светофора). Следует помнить, что дороги, даже кажущиеся равнозначными, не являются таковыми, если присутствуют знаки приоритета (например, «Уступите дорогу», «Движение без остановки запрещено», «Главная дорога», «Примыкание второстепенной дороги»); или они имеют разное покрытие, например, асфальтированная и грунтовая (грунтовые дороги всегда являются второстепенными по отношению к дорогам с твёрдым покрытием). Также правило «помеха справа» действует на прилегающих территориях (во дворах, на автостоянках, рынках и т. п.)
«Помеха справа» может применяться и на перекрёстке неравнозначных дорог в том случае, когда главная дорога меняет направление.
Данное правило прописано в п. 18.4а Венской конвенции о дорожном движении: «в государствах с правосторонним движением на перекрестках, иных, чем упомянутые в пункте 2 настоящей статьи и в пунктах 2 и 4 статьи 25 настоящей Конвенции, водитель транспортного средства обязан уступать дорогу транспортным средствам, движущимся справа от него».

## В мире
«Помеха справа» широко используется в странах с правосторонним движением. Однако количество нерегулируемых перекрёстков сильно разнится от страны к стране. Где-то регулируемы почти все перекрёстки, за исключением самых незначительных (например, с 2019 года от нерегулируемых перекрёстков активно начали избавляться в Бельгии); а во Франции, например, правилом «помеха справа» приходится пользоваться даже на таких оживлённых магистралях как Площадь Шарля де Голля (вокруг Триумфальной арки) и Парижская окружная дорога. В некоторых странах с левосторонним движением, например, Австралии  и Сингапуре, также действует правило «помеха справа», однако противоположное правило «помеха слева» в других странах с левосторонним движением (например, в Великобритании) не применяется.
Относительно перекрёстков с круговым движением ПДД разнятся в разных странах. В некоторых «круг» приравнен к «нерегулируемому перекрёстку», и там действует правило «помеха справа». В других странах (в том числе и в России с 8 ноября 2017 года) прописано, что транспортные средства, движущиеся по кругу, имеют приоритет.

«Пересечение равнозначных дорог». Необходимо уступить «помехе справа».
«Главная дорога меняет направление». Северный водитель проезжает первым, вторым — восточный, третьим — южный, а западный водитель обязан уступить дорогу всем.